# Chiesa di Santa Sofia (Nicea)
La chiesa di Santa Sofia (in greco Ἁγία Σοφία?, Hagía Sophía, letteralmente "Santa Sapienza") di Nicea, è una chiesa di epoca bizantina, trasformata in moschea nella cittadina ora nota come İznik, in Turchia, ufficialmente Moschea Ayasofya di İznik, (in turco Ayasofya Camii), a volte chiamata Moschea di Orhan (in turco: Orhan Camii).

## Storia
La prima chiesa costruita nel centro della città di Nicea, fu costruita nel IV secolo, fu ricostruita da Giustiniano I nel VI secolo. Fu l'edificio in cui si tenne il secondo concilio di Nicea del 787 d.C. alla fine del periodo iconoclasta nell'Impero bizantino.
Fu convertita in moschea dopo la caduta della città nelle mani dei turchi ottomani nel 1337 e rimase tale fino a quando non fu abbandonata. Successivamente Il fondatore della Turchia, Mustafa Kemal Ataturk, convertì la moschea in un museo nel 1935 e vietò le celebrazioni liturgiche nell'edificio al fine di prevenire conflitti religiosi tra cristiani e musulmani. Nel novembre 2011 fu nuovamente convertita in una moschea.

## Descrizione
La struttura attuale, deriva dalla ristrutturazione del 1065, è di una basilica con il soffitto sorretto da capriate in legno con una navata centrale e due navate laterali, fu ricostruita poco dopo il 1065, ma fu in gran parte rimaneggiata dopo la sua conversione in moschea. Prima della ristrutturazione aveva due ordini di tripli archi su colonne che sorreggevano un cleristorio con cinque finestre. Dopo la conversione dell'edificio in moschea nel XIV secolo, ha subito lavori di ristrutturazione che hanno incluso la costruzione di un mihrab. Successivamente, durante il regno di Solimano il Magnifico nel XVI secolo, la chiesa fu restaurata a seguito di un disastroso incendio e fu costruito un minareto. In questo periodo fu anche incaricato l'architetto Mimar Sinan di progettare decorazioni per adornare le pareti della moschea.

## Galleria d'immagini

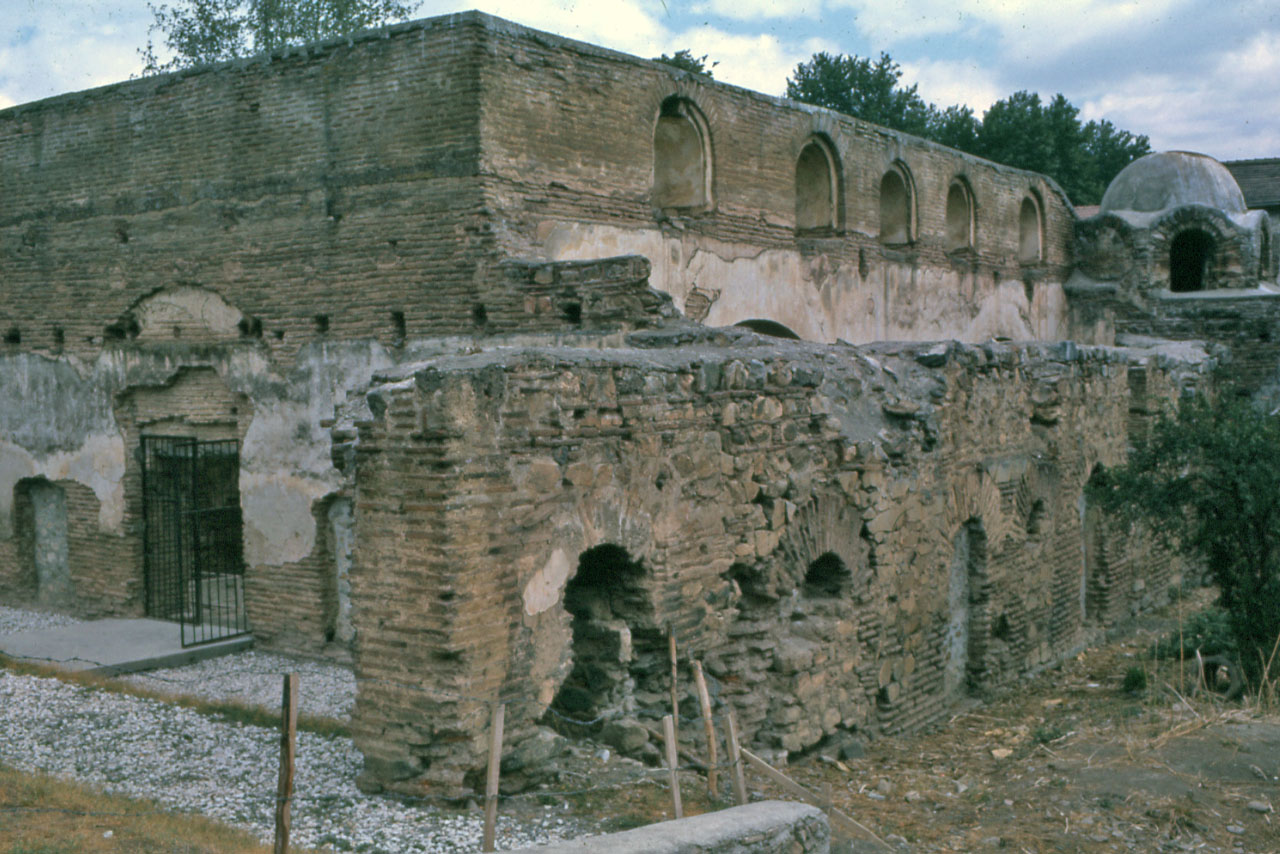
Santa Sofia nel 1962 (foto di Paolo Monti)
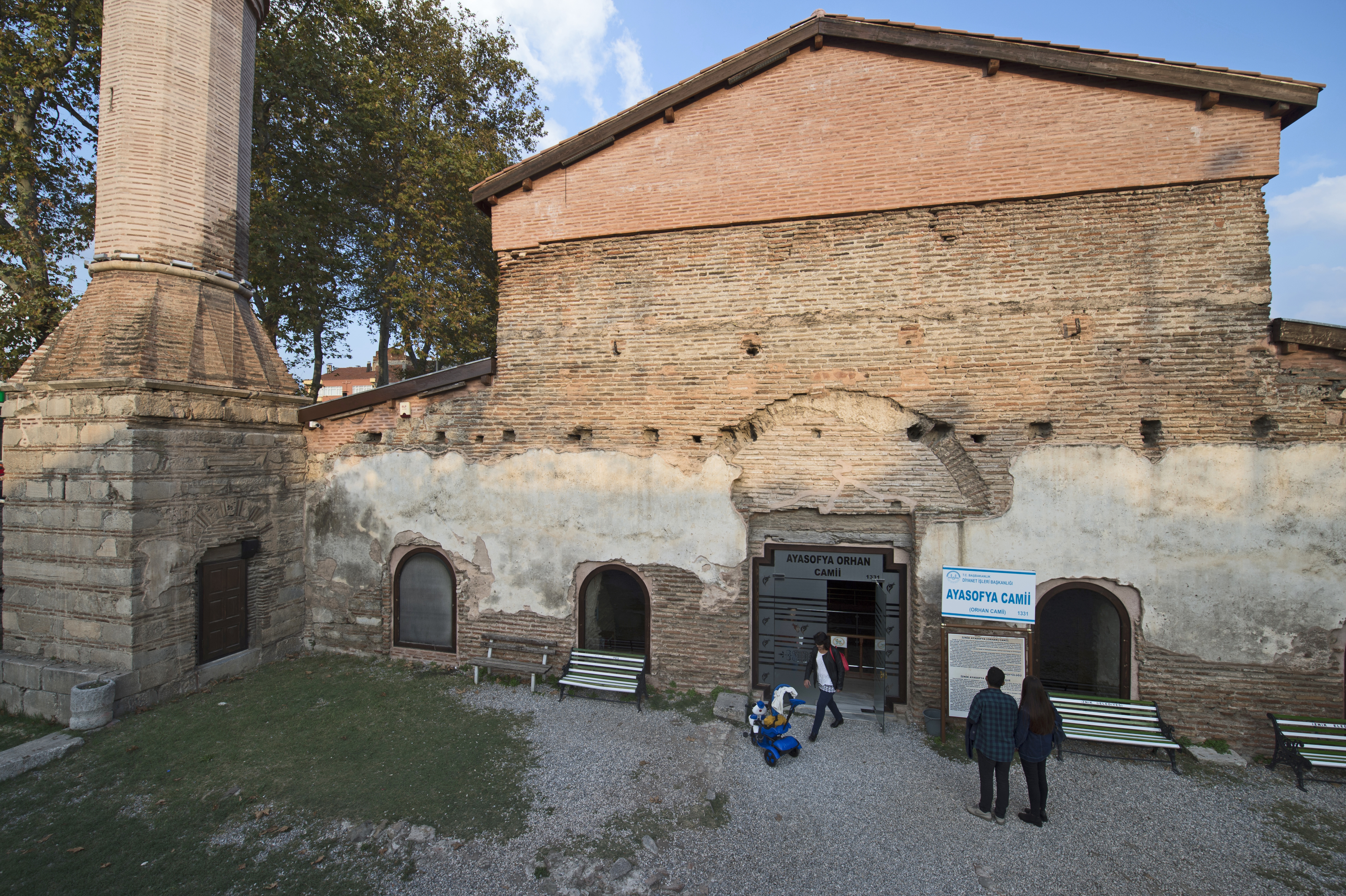
Facciata
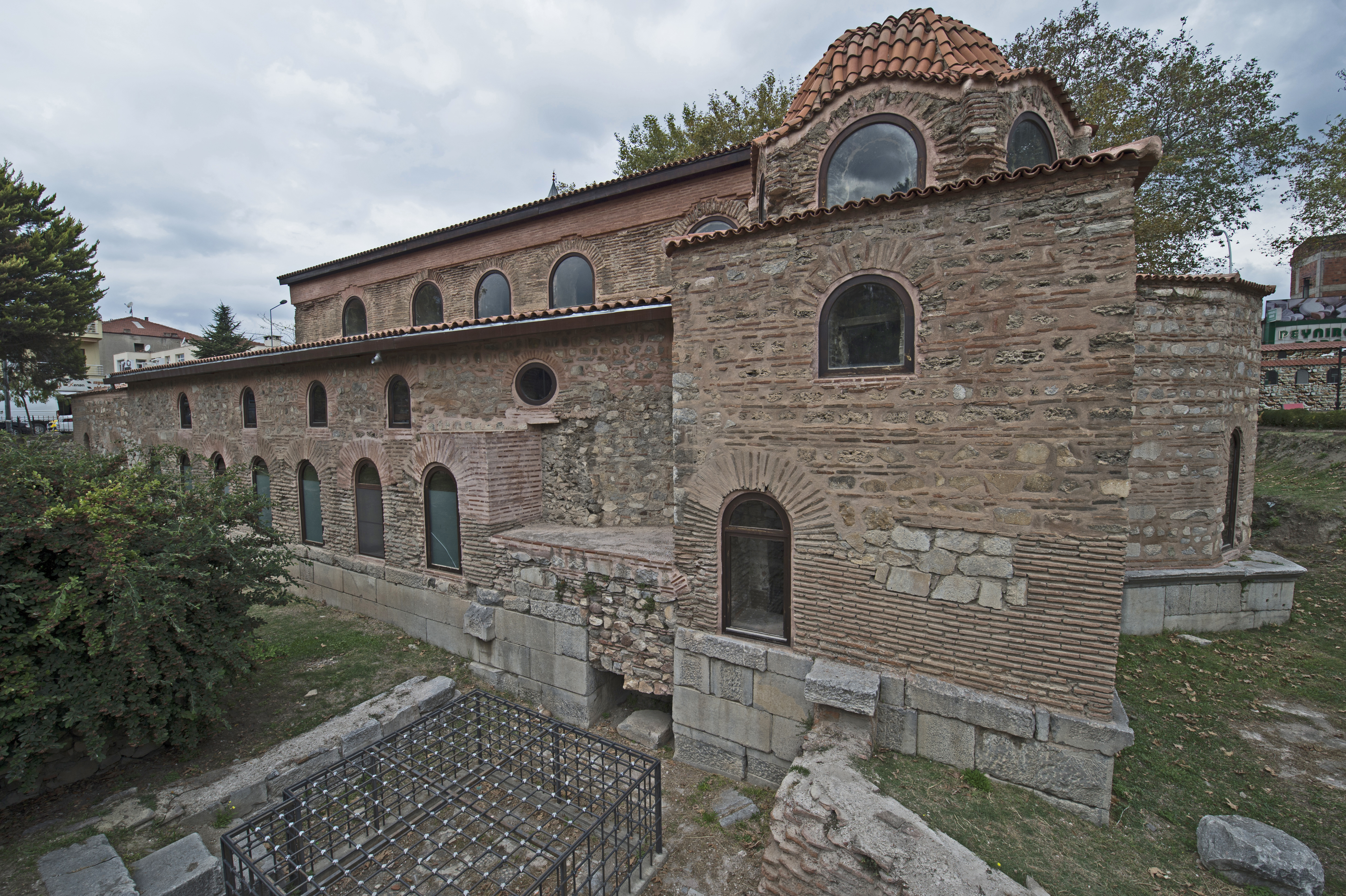
Vista laterale destra
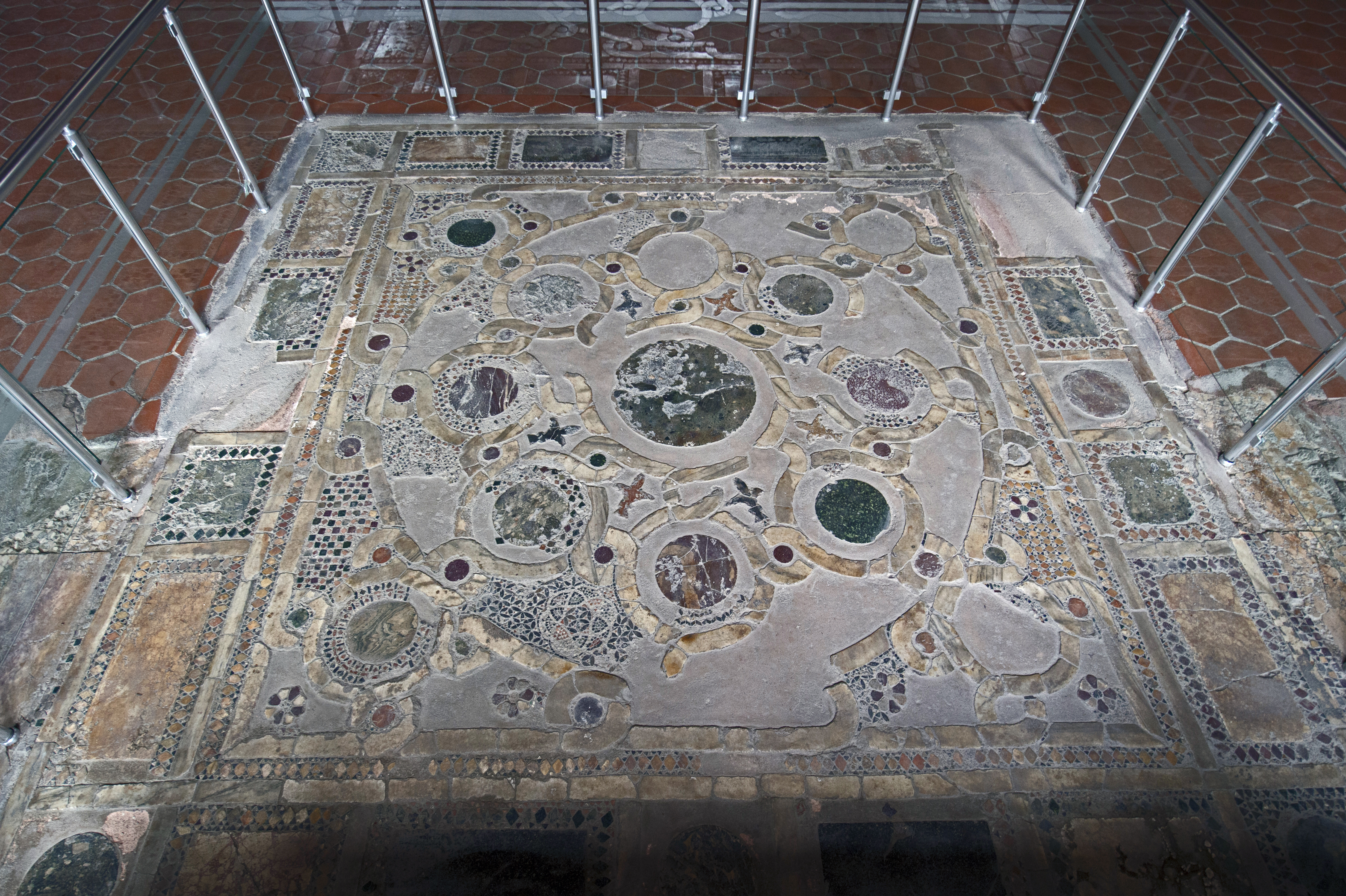
Opus sectile in ingresso
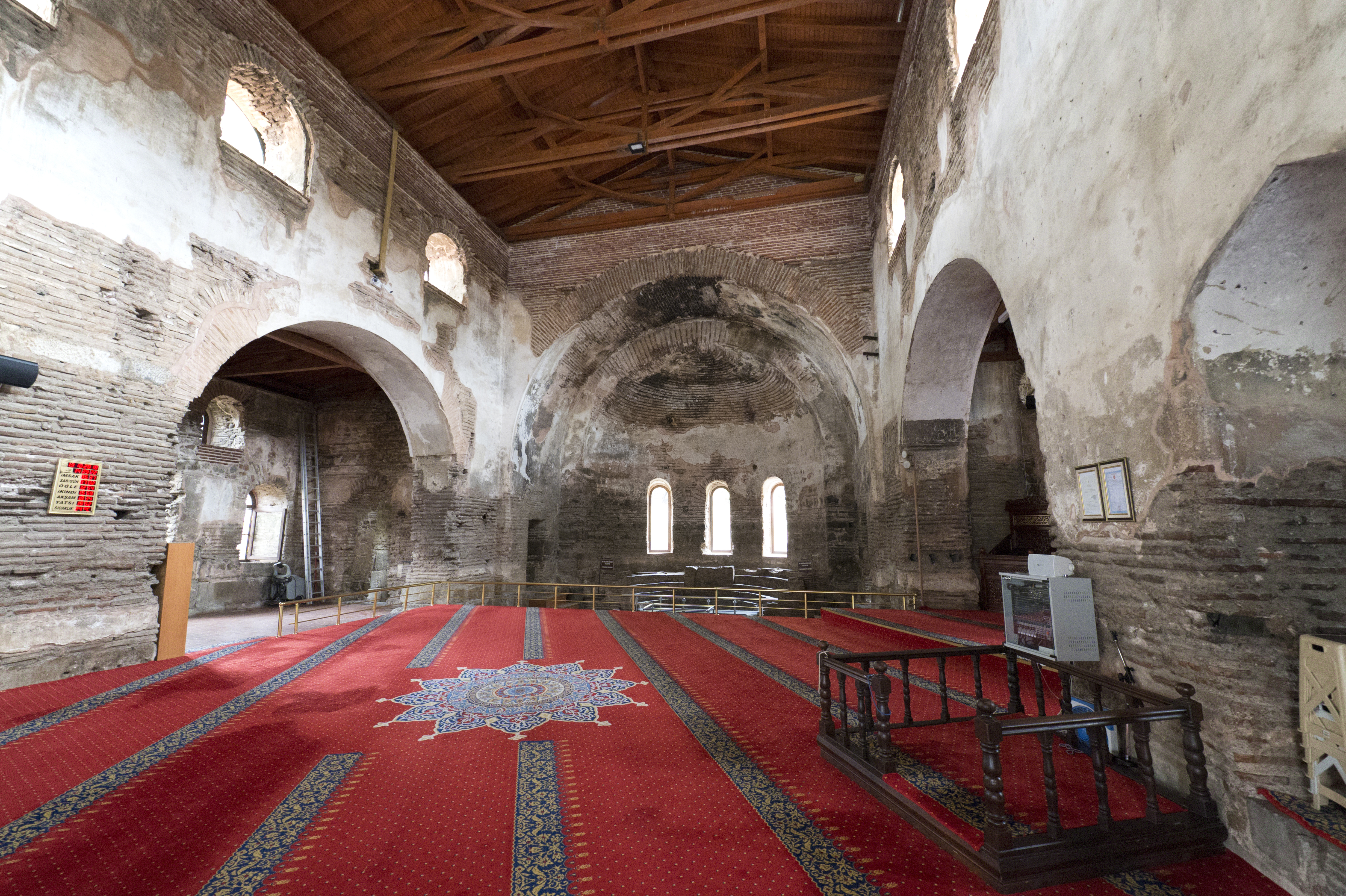
Interno: la parte rialzata diventa luogo di culto
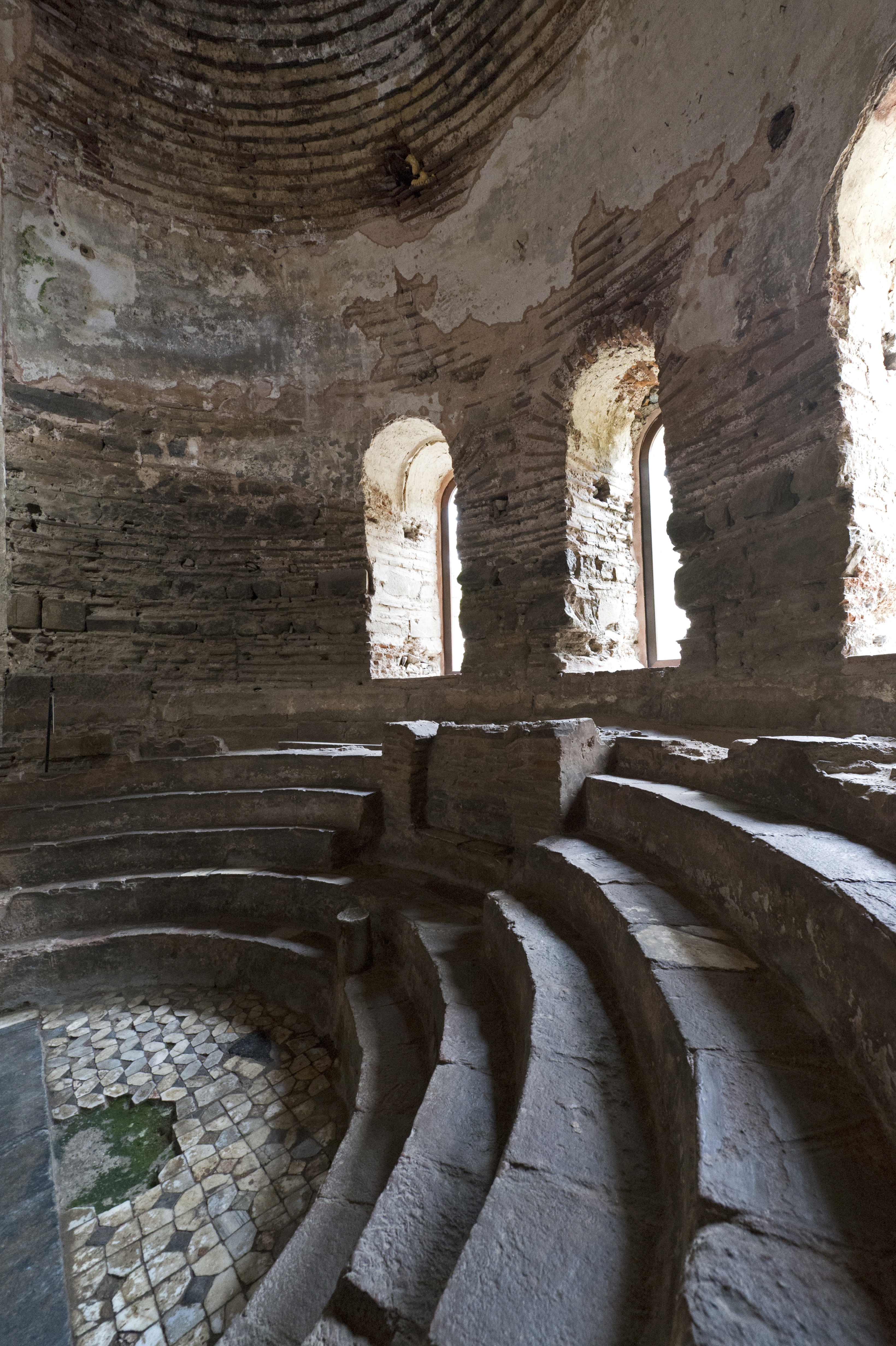
Abside
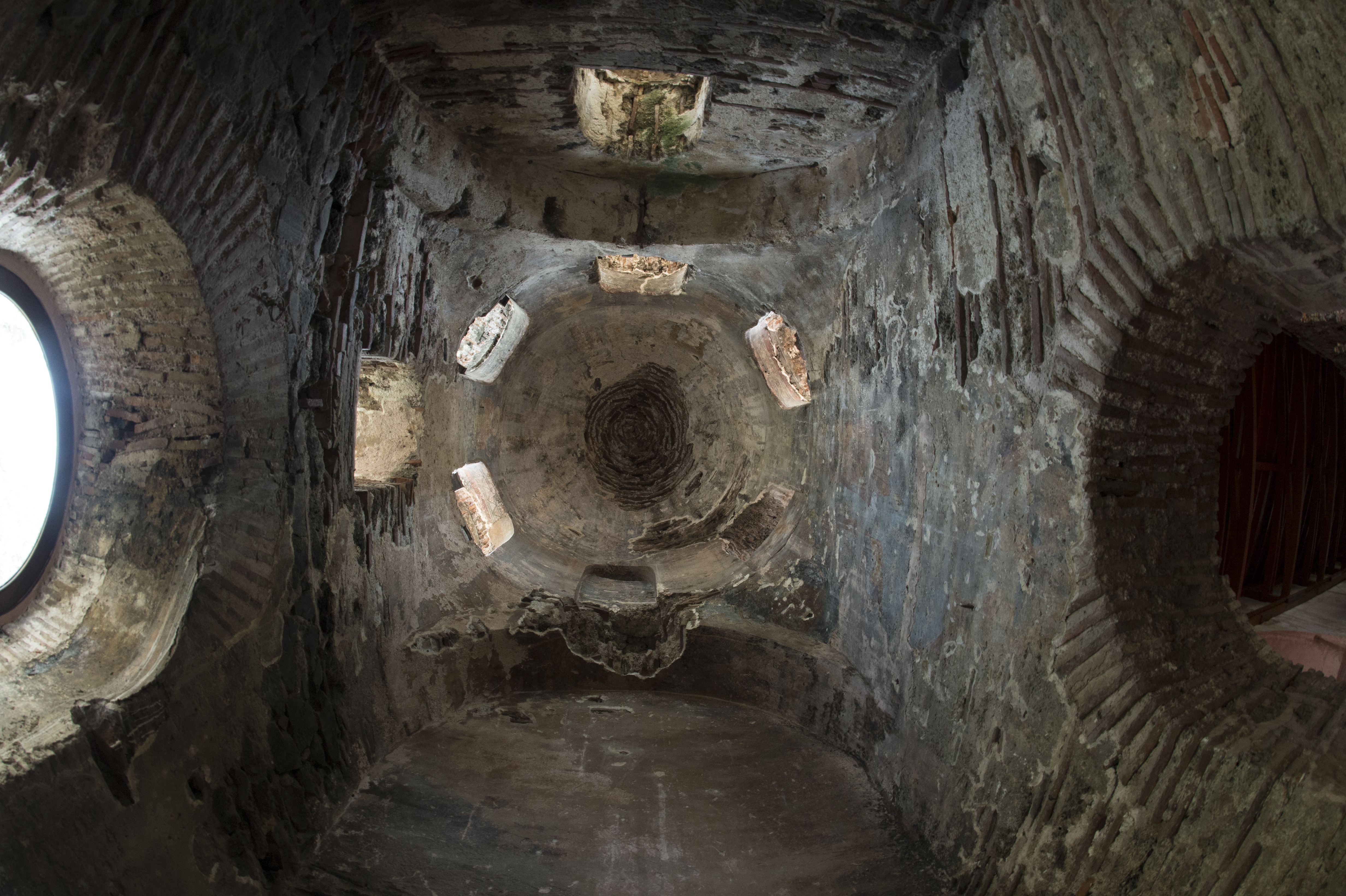
Cupola secondaria
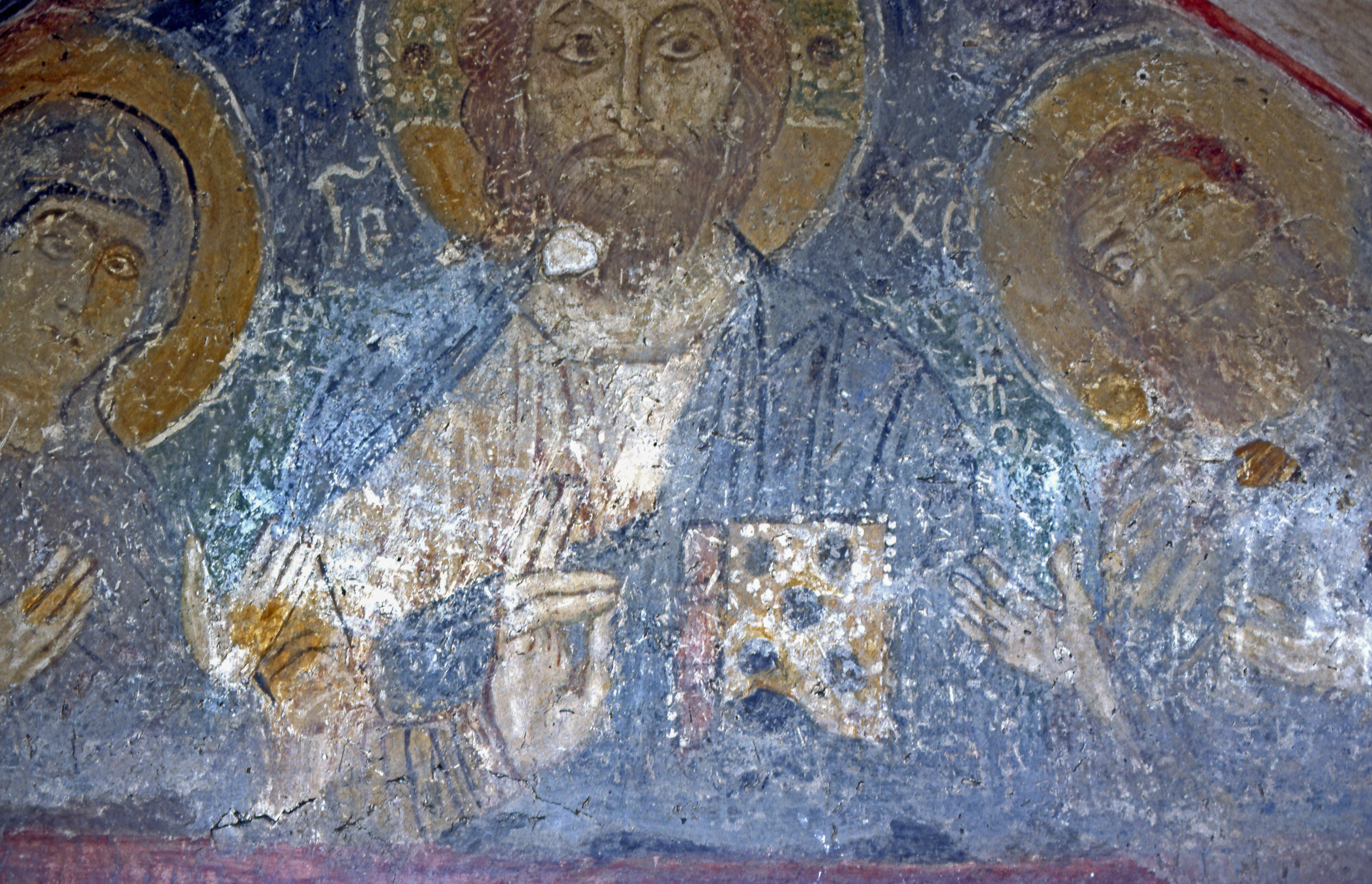
Affresco